# Metepedanus
Metepedanus is een geslacht van hooiwagens uit de familie Epedanidae.
De wetenschappelijke naam Metepedanus is voor het eerst geldig gepubliceerd door Roewer in 1912. 

## Soorten
Metepedanus omvat de volgende 2 soorten:
- Metepedanus accentuatus
- Metepedanus venator